# Конрой, Крэйг
Крэйг Майкл Конрой (англ. Craig Michael Conroy; 4 сентября 1971 Потсдам, Нью-Йорк, США) — бывший американский профессиональный хоккеист и нынешний генеральный менеджер клуба НХЛ «Калгари Флэймз». Выбран в шестом раунде драфта НХЛ 1990 года «Монреаль Канадиенс», Конрой за свою профессиональную карьеру (с 1994 по 2011 год) сыграл 1009 матчей в НХЛ за «Канадиенс», «Сент-Луис Блюз», «Калгари Флэймз» и «Лос-Анджелес Кингз». дважды играл в составе сборной США – на чемпионате мира по хоккею 2004 года и зимних Олимпийских играх 2006 года.
На протяжении большей части своей карьеры Конрой развивался как нападающий оборонительного плана, дважды номинировался на Фрэнк Дж. Селки Трофи как лучший нападающий оборонительного плана НХЛ и был номинирован на Леди Бинг Трофи как игрок показывающий джентльменское поведение на льду. Он стал вторым по возрасту игроком в истории лиги сыгравшим более 1000 игр в НХЛ. Конрой, который провел свои лучшие атакующие сезоны за «Флэймз», был капитаном команды и дважды был удостоен награды организации за свое лидерство, самоотверженность и гуманитарную деятельность.

## Ранние годы
Конрой родился и вырос в Потсдам, штат Нью-Йорк и был единственным ребёнком в семье. Он учился в средней школе Нортвуд. Его отец Майк играл в хоккей низшей лиги за «Сиракьюс Блэйзерс», а в возрасте четырёх лет Конрой выступал в качестве маскота команды перед играми.
Конрой пошёл по стопам своего отца и двух дядей, выступая за команду Университета Кларксона «Голден Найтс». Он поступил в Кларксон в 1990 году и отыграл за университет четыре сезона. В  сезоне 1992/93 Конрой забил два гола в матче против Политехнического института Ренсселера в полуфинале Хоккейной конференции ECAC, что помогло «Голден Найтс» выйти в финал за звание чемпиона конференции( (матч завершился со счётом 5–3 в пользу «Голден Найтс»). После этих двух голов Конрой набрал 100 очков в университеской карьере, как и его отец Майк. Они единственные отец и сын в истории университета Кларксона, оба набравшие 100 очков. Затем Конрой и «Голден Найтс» выиграли титул ECAC, одержав победу со счетом 3–1 над Университетом Брауна.
«Голден Найтс» сделали Конроя ассисентом капитана в его последний год обучения (1993–94). Он возглавил гонку бомбардиров ECAC с 66 очками и был включён в первую команду всех звёзд конференции, в первую команду всех звезд Национальной ассоциации студенческого спорта (NCAA) и в символическую команду «Финала четырёх» NCAA. Он также был претендентом на Хоби Бейкер Эворд как лучший игрок NCAA, заняв второе место после Криса Маринуччи. Его игровой номер 7 был выведен из обращения на церемонии перед игрой против Колледжа Святого Креста 20 октября 2012 года, на которой присутствовал он и его семья.

## Профессиональная карьера

### Монреаль и Сент-Луис
Конрой был выбран на драфте НХЛ 1990 года под общим 123-м номером командой «Монреаль Канадиенс». Сразу после завершения карьеры в колледже в 1994 году Крэйг начал выступление за «Монреаль». В первый день тренировочного сбора с командой он подрался со звездным голкипером команды Патриком Руа, после того как на тренировке нанес щелчок в его ворота. Большую часть сезона 1994/95 он провел в АХЛ за «Фредериктон Канадиенс», забив 26 голов и 44 очка в 55 играх. В том году он сыграл за «Монреаль» шесть игр. Свою первую игру в НХЛ он сыграл 15 февраля 1995 года против «Хартфорд Уэйлерс», а следующим вечером забил свой первый гол в ворота «Нью-Йорк Рейнджерс». Хотя он был звездой нападения в университетской команде и «Фредериктоне», «Канадиенс» стремились превратить его в специалиста по защите в НХЛ.
Хотя в сезоне 1995/96 он набирал в среднем более одного очка за игру с «Фредериктоном», Конрой снова сыграл лишь несколько игр за «Монреаль». Он снова начал сезон 1996/97 в АХЛ, но 29 октября 1996 года его обменяли вместе с Пьером Тюржоном и Рори Фитцпатриком в «Сент-Луис Блюз» на Рори Фитцпатриком, Шейна Корсона и выбор на драфте. Конрой сыграл пять игр за Вустер АйсКэтс» в АХЛ, но после вызова в «Сент-Луис» зарекомендовал себя как постоянный игрок в НХЛ и в том сезоне сыграл за «Блюз» 61 игру. Главный тренер Джоэль Кенневиль работал над развитием способностей Конроя как нападающего оборонительного плана и лучшего специалиста по вбрасыванию. Тренировки возымели эффект в сезоне 1997/98, Конрой поднял показатель своих очков до 43 и получил рекордный в карьере показатель плюс-минус +20. В знак признания в конце сезона он был назван претендентом на Фрэнк Дж. Селки Трофи как лучший нападающий оборонительного плана НХЛ и Леди Бинг Трофи как игрок показывающий джентльменское поведение на льду.
Конрой оставался одним из лучших оборонительных нападающих лиги в сезоне 1998/99. Хотя он пропустил несколько игр из-за сильного растяжения связок лодыжки, он сделал свой первый в карьере хет-трик 26 февраля 1999 года в матче против «Калгари Флэймз» и занял шестое место в голосовании за Селки Трофи в том сезоне. Однако в сезоне 1999/00 ему предстоял трудный сезон, поскольку Джоэл Кенневиль принял новую стратегию, отказавшись от привычной концепции третьего звена. Из-за этого Конрой играл на обоих концах льда (и в атаке, и в защите), и в результате его время на льду часто было ограничено. Он закончил сезон всего с 27 очками.
Стремясь улучшить свою команду для выхода в плей-офф в сезоне 2000/01, «Блюз» обменяли Конроя вместе с выбором на драфте в «Калгари Флэймз», получив Кори Стиллмана. Первоначально этот обмен был непопулярен среди болельщиков Калгари, поскольку «Флэймз» отказались от своего лучшего бомбардира в пользу Конроя, который отметил, что именно тогда он «научился не читать газеты и не смотреть телевизор»

### Калгари и Лос-Анджелес
Мнение о сделке значительно изменилось в следующем сезоне, когда Конрой зарекомендовал себя как центральный нападающий а первого звена «Флэймз» вместе с Джаромом Игинлой. У связки сложилась хорошая химия, и они стали крепкими друзьями вне льда. Конрой набрал рекордные в карьере 28 голов и 75 очков, а Игинла впервые достиг планки в 50 голов и возглавил НХЛ по результативности. Игинла поблагодарил Конроя за то, что он сделал возможным его прорывной сезон. Кроме того, Конрой во второй раз был назван претендентом на Фрэнк Дж. Селки Трофи. «Флэймз» назначили его одним из двух капитаном вместе с Бобом Бафнером в конце сезона 2001/02, и в сезоне 2002/03 годах он занимал эту должность на постоянной основе.

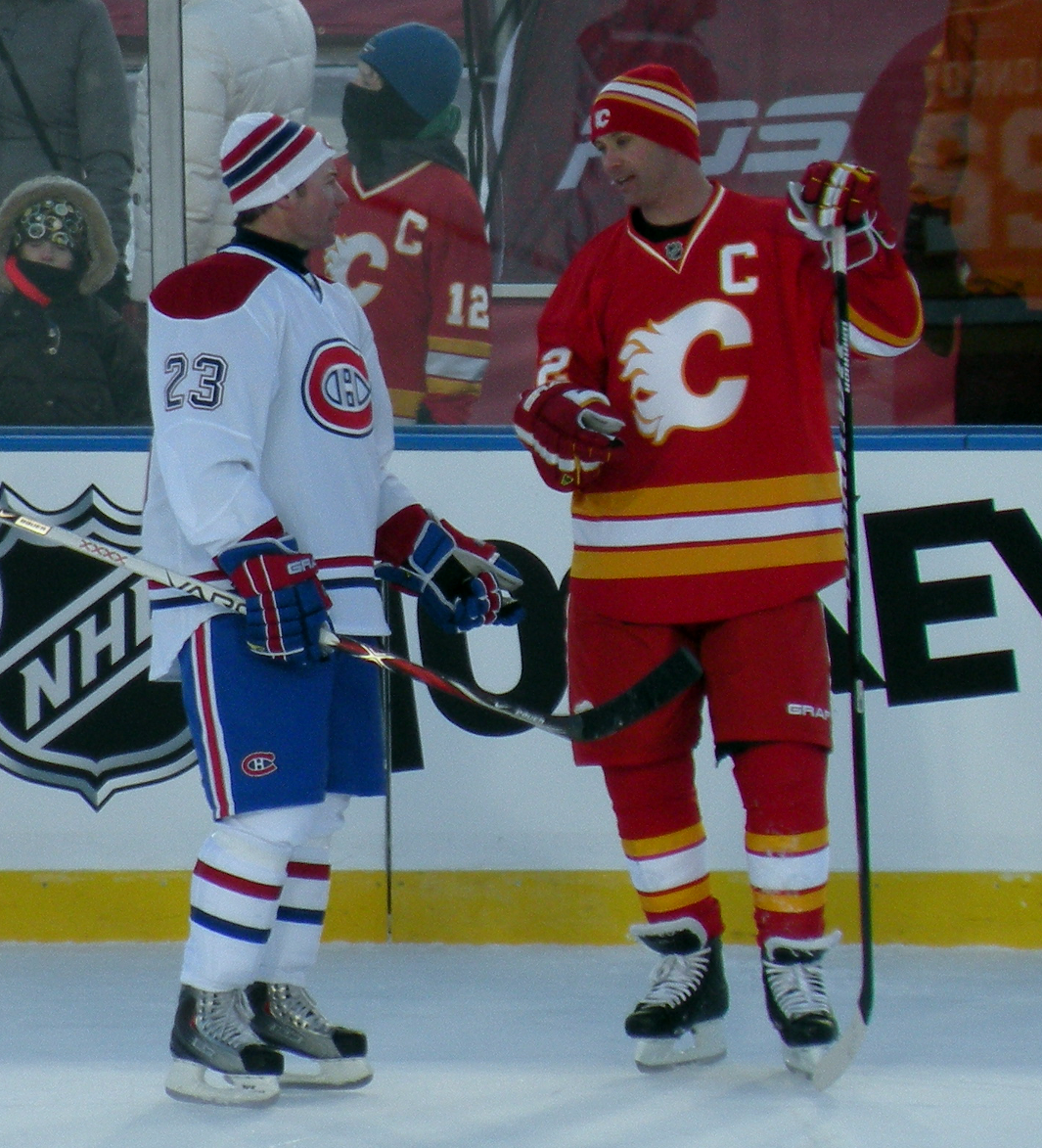
Конрой (справа) разговаривает с бывшим товарищем по команде Мартеном Желиной во время матча Классика наследия НХЛ 2011.

Конрой был вторым лучшим бомбардиром «Флэймз» в сезоне 2002/03 с 59 очками и в следующем сезоне 2003/04, когда он набрал 47 очков, несмотря на то, что пропустил 19 игр из-за травмы колена. Незадолго до начала сезона 2003/04 Конрой отказался от поста капитана, решив, что пришло время Игинле взять на себя руководство командой. В том сезоне он достиг двух юбилейных рубежей; он набрал свое 300-е очко в карьере в матче против «Ванкувер Кэнакс» 29 ноября 2003 года и сыграл свою 600-ю игру в матче против «Детройт Ред Уингз» 16 марта 2004 года. «Флэймз» вышли в плей-офф 2004 года, что стало их первым выходом за восемь сезонов. Конрой был ключевым игроком команды. Выйдя в плей-офф с 6-го места «Калгари» поочерёдно выиграли серии у топ-3 команд западной конференции: «Ванкувер Кэнакс», «Детройт Ред Уингз» и «Сан-Хосе Шаркс». Но по итогу проиграли в седьмом матче «Тампа-Бэй Лайтнинг» в финале Кубка Стэнли. Он стал вторым бомбардиром команды в плей-офф с 17 очками. По итогам сезона Конрой был приглашён играть за сборную США на Кубок мира 2004, но он сыграл за команду только две игры.
Конрой покинул «Флэймз» в качестве свободного агента после плей-офф, решив подписать четырёхлетний контракт на сумму 12 миллионов долларов США с «Лос-Анджелес Кингз». Позже он признался, что на самом деле не хотел покидать «Флэймз», но, столкнувшись с финансовой неопределенностью из-за надвигающегося локаута в НХЛ 2004 года, Конрой решил принять гарантированный контракт. Локаут свел на нет первый год сделки, но он вернулся в сезоне 2005/06 и в третий раз забил 20 голов и во второй раз в карьере набрал 60 очков. В этом сезоне он во второй раз присоединился к сборной США, сыграв на зимних Олимпийских играх 2006 года. Он участвовал в шести играх, забив один гол и набрав пять очков, по итогу команда заняла восьмое место.
При новом тренере Марке Кроуфорде в начале сезона 2006/07 статистика Конроя заметно ухудшилась, он забил всего пять голов и набрал 16 очков в 52 играх за «Кингз», прежде чем 29 января 2007 года его обменяли обратно в «Калгари Флэймз» в обмен на Джейми Лундмарка и два выбора драфта. Эмоциональный Конрой, который сказал, что рад вернуться в Калгари, на следующий вечер забил два гола своей бывшей команде, «Флэймз» по итогу победили «Кингз» со счетом 4–1. Конрой завершил сезон, набрав 21 очко в 28 играх за «Калгари», затем набрал 34 очка в сезоне 2007/08.
«Флэймз» повторно подписали с Конроем новый контракт перед сезоном 2008/09 и назначили его ассистентом капитана. Он набрал свое 500-е очко в карьере 3 января 2009 года, когда ассистировал победному голу Тодда Бертуцци в матче против «Нэшвилл Предаторз» («Флэймз» победили со счетом 3–2), и закончил год с 48 очками. Сезон 2009/10 оказался трудным для Конроя, поскольку он забил всего три гола и сделал 12 передач за сезон, пропуская игры из-за травм запястья и колена, а также перелома стопы. Он вернулся на следующий сезон, поскольку «Флэймз» повторно подписали с ним однолетний двусторонний контракт на минимальную для лиги сумму в 500 000 долларов. В возрасте 39 лет Конрой сыграл свою тысячную игру в НХЛ против «Колорадо Эвеланш» 28 октября 2010 года. Только Грант Ледьярд был старше (40 лет), когда он достиг этого рубежа.
После прохождения этого рубежа Конрой сыграл ещё всего девять игр, а последний раз играл 20 декабря против «Миннесота Уайлд». 25 января 2011 года Конрой, после того как его оставляли вне состава 32 из 50 игр сезона и 28 из 29 последних игр, руководство выставило игрока на драфт отказов. У него осталась возможность присоединиться к фарм-клубу Калгари в АХЛ «Абботсфорд Хит» или закончить с хоккеем. Неделю спустя, 4 февраля 2011 года, Конрой официально объявил о завершении карьеры.

## Постигровая карьера
После завершения карьеры Конрой занял руководящую должность в «Флэймз», став специальным помощником генерального директора Джея Фистера. 6 июня 2014 года Конрой был назначен помощником генерального менеджера и подчинялся Брэду Треливингу. 23 мая 2023 года Конрой был объявлен восьмым генеральным менеджером в истории «Флэймз», сменив ушедшего Треливинга.

## Личная жизнь

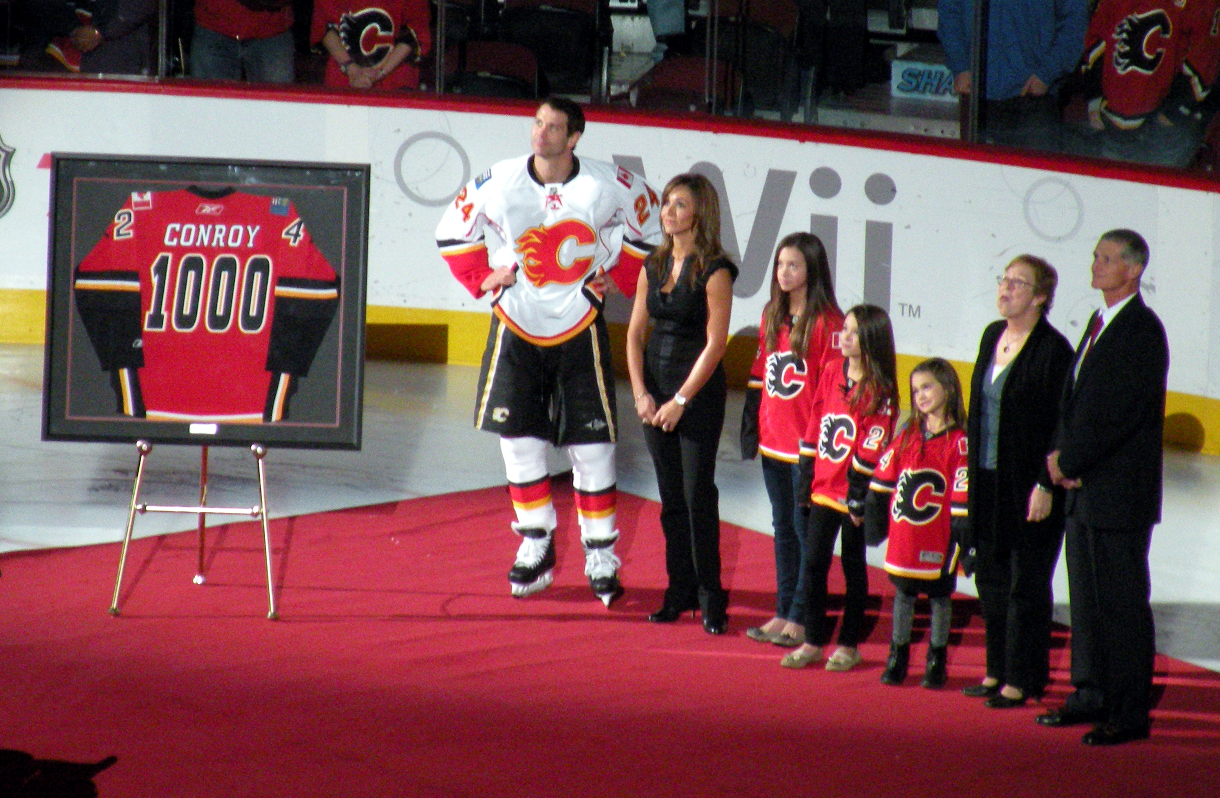
Конрой, на снимке со своей семьёй, запечатлён перед тем, как сыграть свой тысячный матч за карьеру.

У Конроя есть жена Джесси и три дочери Тейлор, София и Сидни. Конрой и его семья решили остаться в Калгари после завершения его игровой карьеры, хотя они рассматривали и другие варианты, включая возвращение в его родной город Потсдам, штат Нью-Йорк.
Конрой проводит лето в Хендерсон, штат Нью-Йорк.
Конрой известен своим общительным и разговорчивым характером, качествами, которые сделали его популярной фигурой среди фанатов. «Флэймз» в сезоне 2008/09 удостоили Конроя Дж. Р. «Бад» Маккейг Эворд, вручаемой организацией людям, проявившим уважение, вежливость и сострадание. В 2010 году он также стал лауреатом другой награды команды - Гуманитарной премии Ральфа Т. Скарфилда в знак признания его благотворительной деятельности. Кроме того, его товарищи по команде проголосовали за него как кандидата от организации на Кинг Клэнси Трофи, который вручается игроку, который лучше всего демонстрирует лидерство и гуманитарный вклад в общество. Конрой является представителем благотворительной организации команды Flames Foundation for Life и регулярно участвует в командных мероприятиях.

## Достижения

### Командные

#### ECAC
| Год     | Команда               | Награда                                           |
| ------- | --------------------- | ------------------------------------------------- |
| 1990/91 | Университет Кларксона | Попадание в сборную лучших новичков ECAC          |
| 1993/94 | Университет Кларксона | Попадание в первую сборную всех звёзд ECAC        |
| 1993/94 | Университет Кларксона | Попадание в пераую сборную всех звёзд AHCA Восток |
| 1994    | Университет Кларксона | Попадание в сборную всех звёзд турнира NCAA       |
| 1993/94 | Университет Кларксона | Попадание в сборную всех звёзд «финала четырёх»   |

#### «Калгари Флэймз»
| Год     | Награда                                 |
| ------- | --------------------------------------- |
| 2008/09 | Дж. Р. «Бад» Маккейг Эворд              |
| 2009/10 | Гуманитарная премия Ральфа Т. Скарфилда |